# 默里·斯皮瓦克
默里·斯皮瓦克（英語：Murray Spivack，1903年9月6日—1994年5月8日），俄裔美国音频工程师。他因曾担任1933年版金刚的音效设计师而闻名。他曾赢得过1次奥斯卡最佳音响效果奖，并获得过1次提名。斯皮瓦克还是一位鼓乐老师，他的学生包括路易·贝尔森、雷莫·贝利, 戴维·加里波第、威廉·克拉夫特、艾伦·梅特兰、吉姆·班克斯和乔·莫雷洛。

## 部分影视作品
斯皮瓦克赢得过1次奥斯卡奖，并获得1次提名。
获奖
- 我爱红娘（英语：Hello, Dolly! (film)） (1969)[2]

提名
- 虎！虎！虎！ (1970)[3]